# 동원령

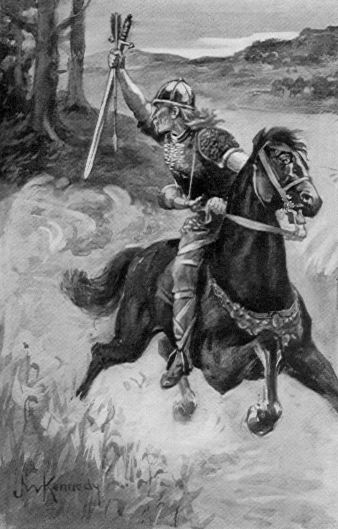
웨섹스의 애덜레드 왕과 그의 아들 앨프래드가 바이킹이 쳐들어온 것을 알고 마을마다 전령을 보내 동원을 전하고 있는 그림

동원령(動員令, 영어: mobilization)은 국가 체제를 전시 동원 체제로 변환하고, 병력과 보급 물자 생산에 국가 총력을 기울이는 것을 말한다. 프랑스 대혁명 당시 처음 공표된 적은 있었지만, 이 단어가 군사적 용어로 정착되기 시작한 것은 1850년대와 1860년대 러시아 군이 크림 전쟁 등으로 군사 충원을 위해서였던 것으로 알려져 있다. 동원 이론과 기술은 시대에 따라 조금씩 그 의미를 달리했으며 전쟁의 성격 자체가 동원 실시 이전과 이후가 크게 바뀔만큼 큰 영향을 끼쳤다. 반댓말은 동원 해제다.
동원은 많은 수의 징병을 위한 제도적 장치로서, 예비군을 모두 정규군화하고 국내 생산을 모두 군수 물자 생산으로 돌리게 되므로 단기간에 격심한 기술적 사회적 변화가 수반된다. 총력전 양상을 띄게 된 전쟁에서 동원은 필수불가결한 것이 되었다. 점차 전화 전신의 발달로 국가 훈령이 단시간 내에 넓은 지역에 확산될 수 있었던 것과 더불어 19세기 철도의 보급으로 대규모 병력이 빠른 시간 내에 전개될 수 있게 된 점, 그리고 징집 제도로 사전에 훈련시켜 놨던 예비 병력을 전시 상황에 바로바로 준비시켜 전쟁에 쓸 수 있게 됐다는 점이 동원을 가능케 했다.

## 1차 세계 대전의 총동원령

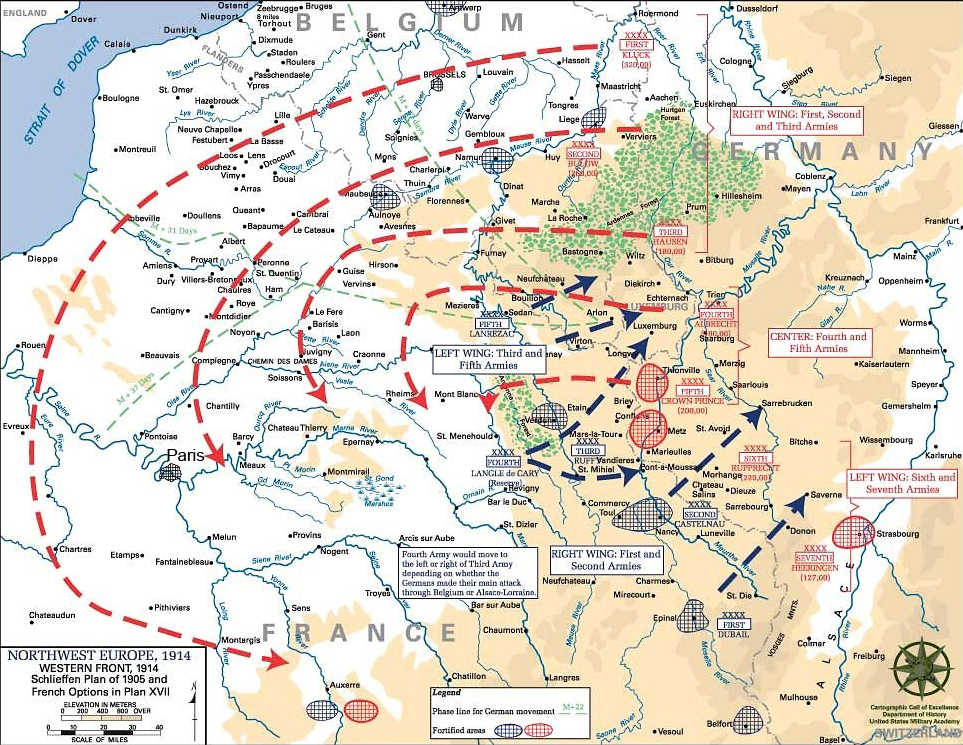
슐리펜 계획도
청색 점선-프랑스 군의 예상 진로
적색 점선-독일군 벨기에 우회 진격로

1914년 대영 제국은 유럽 열강 중 유일하게 징병제를 실시하지 않은 국가였다. 오스트리아-헝가리 제국, 이탈리아 왕국, 프랑스 제3공화국, 독일 제2제국과 러시아 제국 등은 의무 징집으로 수백만의 군대를 유지하며 엄청난 비용을 쓰고 있었다. 각 열강들은 평시에는 전쟁 동원 가능 자원 중 일부만 상비군으로 두고 나머지는 예비군으로 돌려 최소한의 비용으로 주기적인 기초군사훈련만 시켜 언제든 동원할 수 있게 해두었다. 동원령은 평시에 비용을 아낄 수 있게 해주지만 반대로 수백 만에 달하는 동원 자원들을 컨트롤하려면 상당히 정교한 법적 행정적 준비가 뒷받침되어야 실제 동원 시 혼란 및 실패를 막을 수 있다. 그래서 대부분 열강들은 전시 비상 계획 등의 매뉴얼을 만들어놓고 차질이 없도록 미리 준비해 두었다.
국제 관계에 있어서 일방의 총동원 체제는 상대방에 대한 전쟁의사가 있는 것으로 간주되므로 중요한 개전 이유가 된다. 1914년 시작된 1차 세계 대전의 주요한 원인 중 하나가 각국의 총동원령이기도 했다. 1차 대전 때 독일 사령부는 프랑스 침공시 러시아를 자극하지 않으려고 동원령을 발동하지 않았다. 물론 빌헬름 2세가 승인한 슐리펜 계획에는 프·러 양국이 협공할 경우에 대비해 동원령을 발동하는 것도 물론 들어있었지만, 러시아가 도발을 하든말든 실제 침공이 아닌 이상 슐리펜 계획 상으로는 한 번에 하나의 적과 싸우는 것으로 되어있었으므로 동원령은 자제되었다.
슐리펜 계획에 대해 러시아 제국의 스타브카 계획은 오스트리아 제국이나 독일 제2제국을 주적으로 상정하고, 러시아의 안전을 위협하는 여타 열강들을 대비하도록 상정돼 있었다. 오스트리아 제국이 선전포고를 해옴에 따라 1914년 6월 28일 니콜라이 2세는 부분 동원령을 실시하려 했다. 아직 선전포고가 없었던 독일을 자극하지 않으려는 의도였다. 그러나 그의 조언자들은 부분 동원령이 누가 징집될 것인가의 문제로 오히려 국내 혼란만 가중시킬 것이며, 어차피 오스트리아의 동맹국인 독일과 전쟁은 시간 문제이므로 부분 동원령은 소용없다고 간언했다. 따라서 차르는 총동원령 쪽으로 마음을 굳혔으나, 그날 밤 그의 사촌인 독일 황제 빌헬름 2세가 급전을 보내 총동원령만은 자제할 것을 당부해왔다. 러시아 지휘부는 아직 독일이 러시아 공격 계획이 없다는 시그널을 받고 독일을 자극하지 않기로 하고 다시 부분 동원령을 결정하려 했다. 그런데 다음날 러시아 외무성 장관 세르게이 사조노프가 입궐해 차르에게 직접 총동원령을 간언했으며 결국 최종적으로 총동원령이 내려졌다.
이에 따라 독일도 러시아에 선전포고했다. 독일은 슐리펜 계획의 순서를 폐기하고 소(小) 몰트케 장군의 수정안에 따라 총동원령을 발동했다. 러시아도 독일도 양면전 계획으로 전쟁 플랜을 바꾼 것이다. 독일은 8월 3일 프랑스에 선전포고하고 이어 벨기에에 독일군 통과권을 인정하라는 최후통첩을 보냈다. 중립국인 벨기에에 대한 위협 행위에 대해 대영 제국도 독일에 선전포고하였다. 이렇게 해서 영·불·러 삼각동맹이 결성됐다. 독일과 러시아가 총동원령을 내리자 유럽 열강들의 연쇄적인 총동원령이 뒤따랐다. 이렇게 유럽 대륙은 세계 대전 속으로 말려들었다.

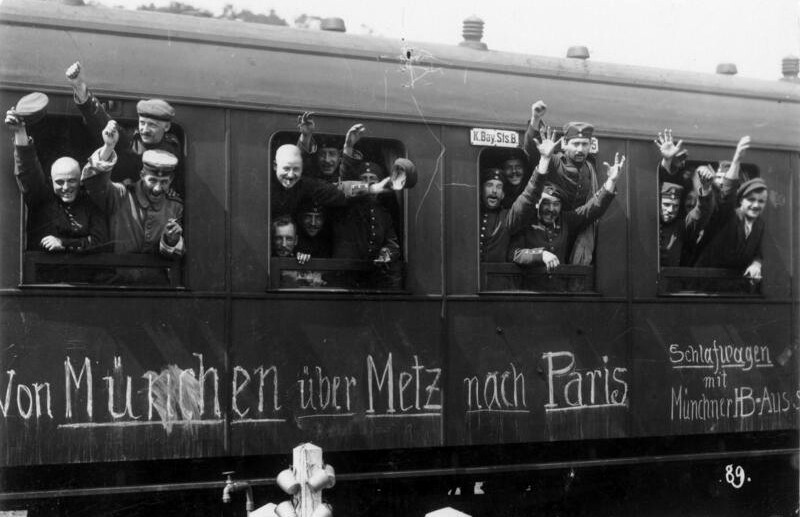
독일 병영 열차, 1914년 8월 뮌헨
Von München über Metz nach Paris(뮌헨발 파리행, 메츠 경유)

동원령은 전쟁 경험이 없는 군인들에게 있어서 일상에서의 해방으로 느껴졌던 모양이다. 징집 동원된 독일군들은 총구에 꽃을 달고 행진했고, 공짜 기차로 전선으로 모여들었다. 독일인들은 1만 1천량이 넘는 기차로 라인강을 넘었다. 프랑스는 7천량 정도 들었다. 민간의 말 역시 징집 대상이었다. 영국은 16만 5천 마리 가량이 기마대로 긴급 편성됐고, 오스트리아는 75만 마리, 독일은 71만 5천마리, 러시아는 백만 마리가 동원됐다.
영연방 국가인 호주, 캐나다, 뉴질랜드 및 남아공 국민들은 영국 본토인들과 마찬가지로 징집대상이 됐다. 하지만 영연방내에서의 동원은 또다른 문제를 야기했다. 모든 영연방 국가들은 기존의 군 편성이 아닌 새로운 전시 편성을 위해 거의 창군 수준의 재정비가 필요했다. 캐나다의 경우, 방위청 장관 샘 휴즈(Sir.Sam Hughes) 경은 캐나다 파견군을 위해 퀘벡주에 위치한 CEF 발카티에 기지(Valcartier) 소속 징집관들의 옷을 맞춰주는 사소한 문제만으로도 총 226통의 전보를 주고받아야 했다. 파견군 편성은 과거 통상적인 주 방위군과는 차원이 달랐다. 당시 샘 휴즈를 비롯 동원령은 캐나다로서도 처음 있는 일이었기 때문에 당시 징집 과정에 수많은 시행착오가 뒤따랐다. 고대 스코틀랜드에서 하이랜더 청년들을 소집하는 수준이라는 핀잔까지 받아야할 정도였다. 1920년 오터 위원회는 부득이하게 재정과 행정력 문제로 과거 방식을 포기하던지 새 방식을 포기하던지 양단간에 결정을 내려야 했다. 캐나다의 경우는 새 방식을 채택하되 샘 휴즈가 했던 것보다 좀더 산업화된 방식의 행정적, 법적 정비를 하기로 결정했다.
영국의 지휘하에 모인 '식민지 백성'들은 영연방이라는 제한된 자치권 아래 있었으면서도 영국군의 일부로 편성되기를 거부하고, 독립적인 군 지휘 체계로서 따로 연방군을 결성하는데 성공했다. 그 예로 1918년 5월 호주 연대가 영국인 지휘관 윌리엄 버드웃을 자국 지휘관 존 모나쉬로 교체하면서 완전한 독립 체계를 수립한 것을 시작으로 곧 다른 영연방 국가들도 이를 따랐다. 그들은 '식민지 군단'으로서 영국 측으로서도 적국 독일 측으로서도 영국 군대와 동일하게 취급되었다.
1915년 5월 23일, 이탈리아도 연합군으로 1차 대전에 참전했다. 연합군 중 가장 약했지만 이탈리아는 참전후 130여 개 이상의 대대를 순식간에 증강시켰다. 정규군 숫자는 참전 전 백만에서 참전 후 백오십 만으로 늘었다. 야포 숫자도 1,788문에서 2,068문으로 늘었다. 1916년 8월 17일 루마니아도 오스만 투르크와 전쟁을 시작하면서 연합군 측에 붙었고, 23개 사단을 동원령으로 만들어냈다. 루마니아는 그러나 독일, 오스트리아, 불가리아 연합군에 얼마버티지 못하고 항복했다. 불가리아는 무려 전체 인구의 1/4에 달하는 80만을 동원했는데, 이는 인구 대비 비율로만 따지면 1차 세계 대전에서 가장 높은 것이었다.
군수 물자의 생산도 전쟁을 통해 지속적으로 늘려나갔다. 러시아 제국은 동원령으로 국내 생산을 순식간에 전시 체제로 전환해, 포탄 생산량에서 전쟁 전보다 2천 퍼센트 증가라는 놀라운 생산량을 보였다. 불과 1915년 11월에 매달 백오십만 발이 넘는 포탄 생산량을 보이고 있었다. 프랑스에서는 여성들을 대량 동원해 군수 물자 공장을 돌리면서 1915년 매일 10만 개의 포탄 생산량을 보였다. 매달 3백만 발이라는 엄청난 양이었다.
양측은 동원령으로 엄청난 숫자의 군대를 찍어냈다. 영국 국방장관 호레이쇼 키치너 백작은 수십만의 군대가 필요하다고 국민들에게 어필했고 이는 열광적인 반응을 불렀다. 순식간에 30개 사단이 증강됐다. 지원자들이 몰려들어 1916년까지 영국에는 징병을 따로 하지 않아도 될 정도였다. 뉴질랜드를 시작으로 캐나다 등 영연방 국가들의 동원령도 뒤따랐다.
1917년 4월 6일 미국이 참전했다. 참전 당시 미국은 107,641명을 동원해 참전국 중 17위에 지나지 않는 동원 병력수를 보였으나, 미 해군의 동원 규모가 엄청나, 5척의 드레드노트가 연합 해군에 공여됐다. 미국은 징집으로 병력을 늘렸다. 1918년 3월에는 31만 8천 명의 병력이 프랑스로 파견됐고, 종전 시까지 3백만이라는 엄청난 수의 미군 병력이 유럽에 동원됐다.

## 2차 세계 대전의 총동원령

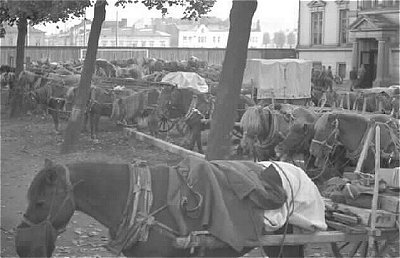
겨울 전쟁 직전 동원령으로 말과 짐들이 징발돼있다.

프랑스-폴란드 군사 동맹 조약에 따라 프랑스는 동원령을 실시했다. 프랑스 정부가 공표한 예비 동원령은 8월 26일이었고, 9월 1일에 총동원령이 공표됐었다. 동원령을 실시한 3일 후에는 대규모 반격을 위한 준비가 시작됐다. 프랑스군은 마지노 선과 독일 국경 사이의 완충 지대를 압도적인 병력을 바탕으로 효과적으로 컨트롤하면서 독일의 방어선을 탐색했다. 동원 15일 후인 1939년 9월 16일에 프랑스 육군은 독일 진격을 시작했다.
폴란드는 영국-폴란드 군사 동맹으로 나치 독일과 긴장이 높아지면서 1939년 8월 24일 부분적 동원령을 발동했고, 일주일 후인 8월 30일에 총동원령으로 바꾼 바 있다. 9월 1일 독일군이 폴란드를 침공했고 군사 동맹의 자동 참전 조항에 따라 영국과 프랑스가 독일에 선전포고했다. 그러나 영불 연합은 동원령 발동을 주저했고, 이미 폴란드는 나치 독일과 소비에트 연방에 의해 유린당할대로 당한 지경이었다. 단지 프랑스만 자르 공세라는 시덥잖은 공격을 잠깐 했을 뿐이었다.
캐나다는 1939년 8월 25일 부분 동원령을 발동하여 영국 본섬으로 병력을 파견했다. 9월 1일 독일의 프랑스 침공을 맞아 2개 사단을 동원하고 9월 10일 영국으로 1개 사단만 건너갔다. 캐나다 자치정부로서는 외교권, 군사권을 포함 전면적인 자치권을 영국으로부터 위임받은 상태였지만 선전포고를 정식으로 하지도 않았고, 면피 수준으로만 지원을 한 것이었다. 프랑스 공방전이 시작된 1940년 5월이 되어서야 캐나다 자치정부는 전쟁이 본격화되고 있음을 깨닫고 3개 사단을 더 동원해 대서양 건너로 보냈다. 1940년 동원령 관련법을 정비한 캐나다는 태평양 전쟁에도 알루샨 열도 방위를 맡았다.

## 냉전 하에서의 총동원령
대리전 양상을 띄는 냉전 체제에서 총동원령은 미소 양강이나 그 동맹국들 역시 시행한 적이 없으며 의미있는 규모의 국가 동원은 없었다. 한국 전쟁, 베트남 전쟁, 포클랜드 전쟁, 걸프 전쟁조차도 국가 총동원령은 없었다.

## 제2차 냉전 하에서의 총동원령
우크라이나의 NATO 가입문제를 두고 2021년~2022년 러시아-우크라이나 위기사태 후 2022년 2월 22일(현지시각) 러시아 우크라이나 전쟁이 발발하면서 2월 26일 국가비상사태와 함께 총동원령을 선포했다.

## 경제적 총동원
경제적 총동원은 국가 비상 사태를 맞아 국가 경제 구조를 전시 체제로 전환하는 것을 말한다.
대한민국은 데프콘 1호가 발령되면 경제적 총동원령이 내려진 상태가 되고, 전국의 모든 민간공장에서 군수물자를 생산하게 된다.

## 참고 문헌
- The First World War, Keegan, John (1999), New York: Alfred A. Knopf, Inc. ISBN 0-375-40052-4
- State, society, and mobilization in Europe during the First World War, edited by John Horne, Cambridge-New York : Cambridge University Press, 1997.ISBN 9780521522663

## 같이 보기
- 징병제
- 모병제
- 민방위
- 대한민국 민방위대
- 가짜 전쟁
- 제 1차 세계 대전
- 제 2차 세계 대전